# ناصر العمران
ناصر العمران (انگلیسی: Naser Al-Omran؛ زادهٔ ۳ مارس ۱۹۷۷) بازیکن فوتبال اهل کویت بود.
از باشگاه‌هایی که در آن بازی کرده‌است می‌توان به باشگاه ورزشی کاظمه کویت اشاره کرد.
وی همچنین در تیم ملی فوتبال کویت بازی کرده‌است.